# ودي بينيت
ودي بينيت (بالإنجليزية: Woody Bennett)‏ هو لاعب كرة قدم أمريكية أمريكي، ولد في 24 مارس 1955 في يورك في الولايات المتحدة.